# Hällers myr
Hällers myr är en sjö i Lysekils kommun i Bohuslän och ingår i Örekilsälven-Strömsåns kustområde. Sjön är 4 meter djup, har en yta på 0,084 kvadratkilometer och befinner sig 12,5 meter över havet. Sjön befinner sig uppe på ett berg som ligger vid Brodalen. Hällers myr ägs av Lysekils Sportfiskeklubb. I sjön finns bland annat abborre, regnbåge och gädda. Lysekils Sportfiskeklubb är en av de största klubbarna i Lysekils kommun.
I Hällers myr har även svenska rekordet på abborre fångats (3150 gram, av Gary Wickins 1985).